# Echinolaena inflexa
Echinolaena inflexa är en gräsart som först beskrevs av Jean Louis Marie Poiret, och fick sitt nu gällande namn av Mary Agnes Chase. Echinolaena inflexa ingår i släktet Echinolaena och familjen gräs. Inga underarter finns listade i Catalogue of Life.